# Vườn quốc gia Bladensburg
Vườn quốc gia Bladensburg là một vườn quốc gia ở Trung tây Queensland, Úc.
Bladensburg cách Brisbane Brisbane 1152 km về phía tây bắc và phía nam thị trấn Winton. 84.900 ha vườn quốc gia đã được tuyên bố vào năm 1984.
Các loài chim phổ biến trong khu vực bao gồm các con chim cút được sơn, con ong emu-wren và con chim mật ong rufous-throat. 

## Địa hình
Công viên có đồng bằng đồng cỏ, sông suối, dãy đá sa thạch và mesas bằng phẳng. Nguồn nước chính trong công viên là rạch Surprise thường bị khô. Trong thời gian lũ lụt, dòng suối trở thành một kênh bện.
Phong cảnh phía nam của công viên đã phân tích các vùng lá rộng bằng mesas và buttes và phía nam là những vùng đồng bằng bằng phẳng.